# 1943年全米選手権 (テニス)
1943年 全米選手権（1943ねんぜんべいせんしゅけん）に関する記事。

## 大会の流れ
- 1881年から1967年まで、全米選手権は各部門が個別の名称を持ち、大会会場も別々のテニスクラブで開かれた。これが他の3つのテニス4大大会と大きく異なる点である。
  - 男子シングルス　名称：全米シングルス選手権（U.S. National Singles Championship）／会場：ニューヨーク市クイーンズ区フォレストヒルズ、ウエストサイド・テニスクラブ　（1924年-1977年）
  - 女子シングルス　名称：全米女子シングルス選手権（U.S. Women's National Singles Championship）／会場：フォレストヒルズ、ウエストサイド・テニスクラブ　（1921年-1977年）
  - 男子ダブルス　名称：全米ダブルス選手権（U.S. National Doubles Championship）／会場：フォレストヒルズ、ウエストサイド・テニスクラブ　（1942年-1945年まで）
  - 女子ダブルス　名称：全米女子ダブルス選手権（U.S. Women's National Doubles Championship）／会場：フォレストヒルズ、ウエストサイド・テニスクラブ　（1942年-1945年まで）
  - 混合ダブルス　名称：全米混合ダブルス選手権（U.S. Mixed Doubles Championship）／会場：フォレストヒルズ、ウエストサイド・テニスクラブ　（1942年-1977年）
- 1939年9月に勃発した第2次世界大戦の影響で、他のテニス競技大会は開催中止となったが、全米選手権だけは戦時中も途切れることなく続行された。ただし、戦時中は多くの選手たちが軍務に就いたことから、通常の年に比べて出場者が少ない。（本年度は外国人シード選手を選ぶこともできず、すべてアメリカ人シード選手であった。）
- 戦時中の全米選手権では、1941年までマサチューセッツ州ボストン市内の「ロングウッド・クリケット・クラブ」で行われてきたダブルス競技（男子ダブルス・女子ダブルス・混合ダブルス）も、シングルスと同じフォレストヒルズの試合会場で行われた。

## シード選手

### 男子シングルス
1. フランク・パーカー　（ベスト8）
2. パンチョ・セグラ　（ベスト4）　［本来はエクアドル国籍。この年からアメリカ人シード選手扱い］
3. ジャック・クレーマー　（準優勝）
4. ビル・タルバート　（ベスト4）
5. シドニー・ウッド　（1回戦、不戦敗）
6. エルウッド・クック　（ベスト8）
7. ジョー・ハント　（初優勝）
8. シーモア・グリーンバーグ　（ベスト8）

### 女子シングルス
1. ポーリーン・ベッツ　（優勝、大会2連覇）
2. ルイーズ・ブラフ　（準優勝）
3. マーガレット・オズボーン　（ベスト8）
4. ドリス・ハート　（ベスト4）
5. サラ・ポールフリー・クック　（ベスト8）
6. ヘレン・バーンハード　（2回戦）
7. メアリー・アーノルド　（ベスト8）
8. ドロシー・バンディ　（ベスト4）

## 大会経過

### 男子シングルス
準々決勝
- パンチョ・セグラ vs.  シーモア・グリーンバーグ　6-2, 6-4, 6-1
- ジャック・クレーマー vs.  ジャック・トゥエロ　6-1, 6-2, 6-4
- ジョー・ハント vs.  フランク・パーカー　8-6, 6-2, 6-3
- ビル・タルバート vs.  エルウッド・クック　6-1, 4-6, 8-6, 6-4

準決勝
- ジャック・クレーマー vs.  パンチョ・セグラ　2-6, 6-4, 7-5, 6-3
- ジョー・ハント vs.  ビル・タルバート　3-6, 6-4, 6-2, 6-4

### 女子シングルス
準々決勝
- ポーリーン・ベッツ vs.  ドロシー・ヘッド　6-0, 6-1
- ドリス・ハート vs.  サラ・ポールフリー・クック　6-1, 6-3
- ルイーズ・ブラフ vs.  メアリー・アーノルド　3-6, 6-3, 7-5
- ドロシー・バンディ vs.  マーガレット・オズボーン　6-3, 3-6, 7-5

準決勝
- ポーリーン・ベッツ vs.  ドリス・ハート　9-7, 2-6, 6-1
- ルイーズ・ブラフ vs.  ドロシー・バンディ　6-4, 7-5

## 決勝戦の結果
- 男子シングルス： ジョー・ハント vs.  ジャック・クレーマー　6-3, 6-8, 10-8, 6-0
- 女子シングルス： ポーリーン・ベッツ vs.  ルイーズ・ブラフ　6-3, 5-7, 6-3
- 男子ダブルス： ジャック・クレーマー＆ フランク・パーカー vs.  ビル・タルバート＆ デビッド・フリーマン　6-2, 6-4, 6-4
- 女子ダブルス： ルイーズ・ブラフ＆ マーガレット・オズボーン vs.  メアリー・アーノルド＆ パトリシア・カニング・トッド　6-1, 6-3
- 混合ダブルス： ビル・タルバート＆ マーガレット・オズボーン vs.  パンチョ・セグラ＆ ポーリーン・ベッツ　10-8, 6-4